# Cantón de San Isidro
Cantón de San Isidro är en kanton i Costa Rica.   Den ligger i provinsen Heredia, i den centrala delen av landet, 12 km norr om huvudstaden San José.